# Pentaceraster sibogae
Pentaceraster sibogae is een zeester uit de familie Oreasteridae.
De wetenschappelijke naam van de soort werd in 1916 gepubliceerd door Ludwig Döderlein.